# Renate Reschke (Philosophin)
Renate Reschke (* 14. September 1944 in Berlin) ist eine deutsche Philosophin und Kulturwissenschaftlerin.

## Leben
Von 1964 bis 1968 studierte sie Kulturwissenschaft, Philosophie und Germanistik an der Humboldt-Universität zu Berlin. Nach der Promotion 1972 zum Dr. phil. war sie von 1975 bis 1978 wissenschaftliche Oberassistentin an der Hochschule für Film und Fernsehen Potsdam Babelsberg. Nach der Promotion B 1983 zum Dr. sc. phil. wurde sie 1993 Professorin für die Geschichte des ästhetischen Denkens an der Humboldt-Universität zu Berlin.
2024 erhielt Reschke den Friedrich-Nietzsche-Preis.

## Schriften (Auswahl)
- Geschichtsphilosophie und Ästhetik bei Friedrich Hölderlin. Über den Zusammenhang von Epochenwandel und Ästhetik. 1972.
- Die anspornende Verachtung der Zeit, Studien zur Kulturkritik und Ästhetik Friedrich Nietzsches. Ein Beitrag zu ihrer Rezeption. 1983.
- Denkumbrüche mit Nietzsche. Zur anspornenden Verachtung der Zeit. Berlin 2000.